# Phan Thanh Bình
Phan Thanh Bình (Lai Vung, Vietnam, 1 de noviembre de 1986) es un exfutbolista y entrenador de fútbol de Vietnam que jugaba en la posición de delantero.

## Carrera

### Club
| Periodo   | Club                 | Apariciones | Goles |
| --------- | -------------------- | ----------- | ----- |
| 2003-2008 | Đồng Tháp FC         | 78          | 32    |
| 2009-2010 | Hoàng Anh Gia Lai FC | 17          | 10    |
| 2010–2013 | Đồng Tâm Long An FC  | 38          | 9     |
| 2014–2015 | An Giang FC          | 11          | 5     |
| 2015–2016 | Đắk Lắk FC           | 6           | 2     |

### Selección nacional
Jugó para Vietnam en 31 ocasiones de 2003 a 2011 y anotó 13 goles; participó en la Copa Asiática 2007 y en los Juegos Asiáticos de 2006.

## Logros

### Club
- V-League 2 (1): 2006

### Selección nacional
- Campeonato de la AFF (1): 2008

## Estadísticas

### Goles con selección nacional
| #   | Fecha      | Sede                   | Rival     | Resultado | Torneo                                   |
| --- | ---------- | ---------------------- | --------- | --------- | ---------------------------------------- |
| 1.  | 27-9-2003  | Incheon, Corea del Sur | Nepal     | 5–0       | Clasificación para la Copa Asiática 2004 |
| 2.  | 27-9-2003  | Incheon, Corea del Sur | Nepal     | 5–0       | Clasificación para la Copa Asiática 2004 |
| 3.  | 24-10-2003 | Omán                   | Nepal     | 2–0       | Clasificación para la Copa Asiática 2004 |
| 4.  | 24-12-2006 | Bangkok, Tailandia     | Tailandia | 1–2       | King's Cup 2006                          |
| 5.  | 28-12-2006 | Bangkok, Tailandia     | Singapur  | 3–2       | King's Cup 2006                          |
| 6.  | 30-12-2006 | Bangkok, Tailandia     | Tailandia | 1–3       | King's Cup 2006                          |
| 7.  | 17-1-2007  | Singapur               | Laos      | 9–0       | ASEAN Football Championship              |
| 8.  | 17-1-2007  | Singapur               | Laos      | 9–0       | ASEAN Football Championship              |
| 9.  | 17-1-2007  | Singapur               | Laos      | 9–0       | ASEAN Football Championship              |
| 10. | 17-1-2007  | Singapur               | Laos      | 9–0       | ASEAN Football Championship              |
| 11. | 30-6-2007  | Hanói, Vietnam         | Baréin    | 5–3       | Amistoso                                 |
| 12. | 12-7-2007  | Hanói, Vietnam         | Catar     | 1–1       | Copa Asiática 2007                       |
| 13. | 10-12-2008 | Phuket, Tailandia      | Laos      | 4–0       | Copa Suzuki AFF 2008                     |